# 新加坡數碼部隊
國防數碼防衛與情報軍部隊 ( DIS ) ，簡稱：數碼部隊，是新加坡武裝部隊的第四個軍種，於2022年10月28日正式成立。數碼部隊專注於心理防禦（認知戰）、數字領域威脅、網絡安全和軍事情報等方面。

## 歷史
2022年3月初，新加坡政府公佈「新加坡武裝部隊 2040」願景，提出要建立海陸空三軍以外的第四軍種「數碼防衛與情報軍部隊」。國防部長黄永宏出席國會撥款辯論時，引用俄烏戰爭為例，說明軍隊有必要加強應對網絡戰爭威脅的能力。   《海峡時報》將數碼部隊與德國聯邦國防軍成立的網絡空間作戰司令部進行比較。 
數碼部隊將包含新加坡武裝部隊內，為應對數碼威脅而成立的多個小組   數碼部隊整合有關小組成為一個致力於心理防禦、應對數字領域威脅、網絡安全和軍事情報的服務部門。  
2022 年 8 月 2 日，新加坡國會修訂了《新加坡武裝部隊法》和《憲法》 ，正式設立數碼部隊並由新加坡武裝部隊管轄，並授予數碼部隊總長法律權力。  數碼部隊於 2022 年 10 月 28 日在新加坡武裝部隊軍事訓練學院正式成立並舉行授旗儀式，由總統哈莉瑪·雅各布（ Halimah Yacob ）授予軍旗，第一任數碼部隊總長李毅駿准將宣誓就职。 

## 結構

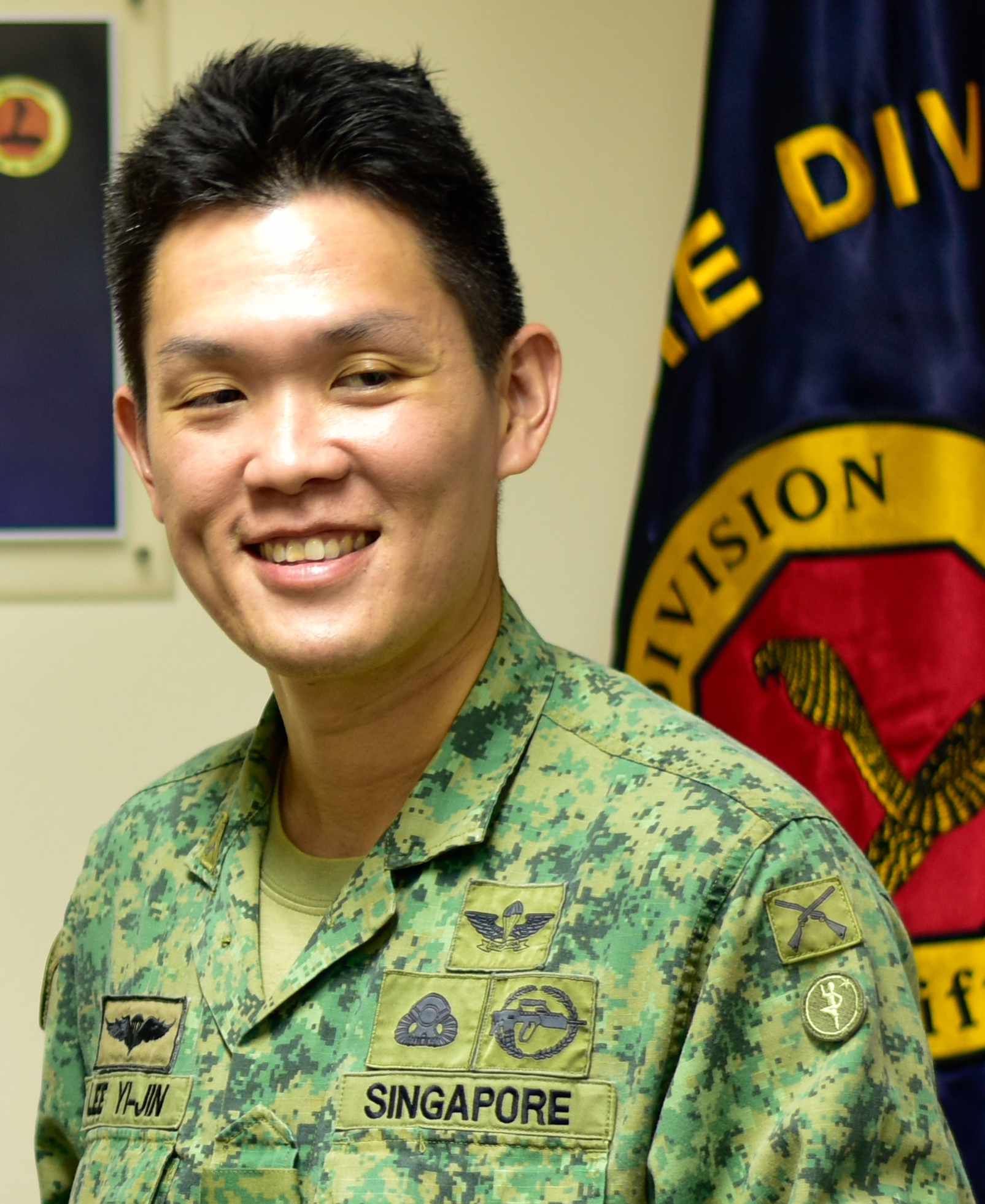
數碼部隊總長李毅駿准將

數碼部隊由數字作戰技術中心和 4 個司令部組成：聯合情報司令部、新加坡武裝部隊 C4 司令部/網絡安全特遣部隊、數字防禦司令部和 數碼部隊訓練司令部。 數碼部隊訓練司令部將於 2023 年成立。  

#### 聯合情報司令部
負責為新加坡武裝部隊提供情報支持，由圖像支援小組 (ISG) 和反恐情報小組 (CTIG) 合併而成。

#### 新加坡武裝部隊 C4 司令部/網絡安全特遣部隊
負責保護和處理新加坡武裝部隊的指揮、控制、通信和計算機 (C4) 能力。由C4 作戰組 (C4OG) 和網絡防禦組 (CDG) 合併而成。

#### 數字防禦司令部
由電子保護組（EPG）和心理防禦組（PDG）組成，分別協助新加坡武裝部隊進行電子保護和心理防禦。

#### 數碼部隊訓練司令部
數碼部隊訓練司令部負責對數碼部隊人員進行培訓。該司令部將於 2023 年成立。

#### 數字作戰技術中心
數字作戰技術中心將與各個政府機構、學術機構和行業專家合作，在數碼部隊的數字領域進行開發。

## 背景

### 人員
新加坡武裝部隊計劃鼓勵新加坡青年加入數碼部隊，並正在與南洋理工大學合作創建一個培訓數字專家的教育計劃。 數碼部隊人員服務年限為四年，是新加坡國民服務年限的兩倍。  此外，數碼部隊將招聘數據科學、心理學、語言學、人類學和地理學等專業的人才以及全職國民服役人員。 

### 制服
數碼部隊的一號禮儀制服包括白色上衣、灰色褲子和灰色貝雷帽。 

## 數碼部隊總長名單
| 任 | 部隊總長   | 任期             |
| -- | ---------- | ---------------- |
| 1  | 李毅駿准將 | 2022年10月28日起 |